# Apolinar Federico Gredilla y Gauna
Apolinar Federico Gredilla y Gauna (Vitoria, 1859-Madrid, 1919) fue un botánico español.

## Biografía
Nació en la ciudad española de Vitoria en 1859. Botánico, fue autor de obras como Jardín Botánico de Madrid, Tratado de citología vegetal, Apuntes para la corografía botánica vasco-navarra, Estudio petrográfico del meteorito de Madrid e Indicaciones climatológicas que se deducen de la flora general de la Península, así como de una biografía de Javier de Arizaga. Falleció en Madrid en 1919.